# Народно позориште у Ужицу
Народно позориште у Ужицу налази се на Тргу партизана, у самом центру града. Основано је 1856. године када је основано Театрално друштво као програмска активност тадашњег Читалишта (прве библиотеке у граду, основане те исте, 1856. године). Театрално друштво је било смештено у Каљевића кући (угледни председник Окружног суда и трговац). Народно позориште Ужице данас је једино професионално позориште на територији југозападне Србије, на територији историјски познатој као Ужички крај. Позориште сваке године организује један од најеминентнијих и најважних позоришних фестивала на територији Србије, Југословенски позоришни фестивал "Без превода".

## Почетак позоришног живота
Позоришни живот у Ужицу датира од 1856. године. Ужички Театар основао је Стојадин Обрадовић, управитељ Читалишта (сведочи његово писмо кнезу Милошу Обреновићу из 1859. године).
Прва позоришна представа у Ужицу изведена је 15. фебруара 1862. године. Био је то комад "Бој на Чачку 1815". Исте године приказани су комади "Смрт Стевана Дечанског" и "Ајдуци". Године 1866. малобројна грађанска публика гледала је представу "Хајдук Вељко".
Новински чланак сачуван из периода прве премијере сведочи о интересовању Ужичана за позоришни приказ: "Најодличнији цвет нашег грађанства беше са највећом љубављу на овом представљању и соба за седење је дупке пуна... Осим 100 душа што беше у соби и на местима што се могаше видети, још се толико повратило, јер није било места за њих".
Након ових првих извођења, позоришни живот у граду је имао дужу паузу, све док предратне 1913/14. године ђачка позоришна група Гимназије, под руководством професора Дејана Маленковића као њеног оснивача, није извела више комада.
У међуратном периоду градска публика је, изгледа, више показивала склоности ка филмској уметности, јер настаје ново затишје у позоришним приказима.
Тек са првим данима Ужичке републике, 1941. године, уметничка партизанска чета изводи домаће и совјетске писце: "Мати", "Кнез Иво од Семберије", неколико Нушићевих комада, "Како се калио челик", "Почетак буне против дахија"... Главне улоге играли су Милутин Чолић, Алија Недић, Филип Марјановић, Миленко Ђурић, Часлав Јехличка. Поред Каљевића куће, у којој је традиција била настављена, представе су биле извођене и у Соколском дому (Соколани) и Филким биоскопу.

## Позориште након Другог светског рата
Народно позориште Ужице основано је као Обласно народно позориште одлуком Министарства просвете Србије 10. августа 1945. године.
Прва премијера била је 4. септембра 1945. године, Нушићева "Госпођа министарка", у режији Обрада Недовића. Свој рад Позориште је започело у Соколском дому.
Од 1948. године Народно позориште Титово Ужице премешта се у Филкин биоскоп, који се налазио на главној градској улици.

## У новој згради
Са реконструкцијом главног градског трга, Трга партизана, Позориште добија своју нову зграду, која је са целим тргом представљала и нови урбани идентитет града - пројектант је био архитекта Мандић.
Нова зграда је отворена 1967. године.Представе се изводе на великој и малој сцени.
Оснивач Народног позоришта Ужице је Скупштина општине Ужице и оно је данас једино професионално позориште на територији југозападне Србије, на територији историјски познатој као Ужички крај.

## Позориште данас
Ово позориште је једини српски учесник Венецијанског позоришног бијенала и један од ретких српских учесника на БИТЕФ-у. Добитник је многобројних фестивалских награда и организатор једног од најпризнатијих позоришних фестивала на овим просторима (уз београдски БИТЕФ и новосадско Стеријино позорје) - Југословенски позоришни фестивал "Фестивал без превода" се без прекида одржава у Ужицу од 1996. године и на њему је одиграно преко 200 најбољих представа са простора некадашње Југославије.
Позориште је закључно са сезоном 2024/25. извело 561 премијеру.

## Награде и признања
Позориште је од самог оснивања до данас добило бројне награде и признања:
1953. ГОДИНА
Орден рада II реда: Фреди Фазловски за 30. годишњицу уметниког рада.
1964. ГОДИНА
Првомајска награда Удружења драмских уметника СР Србије
Милојко Топаловић Пендо за улогу Вање у представи Ујка Вања.
Првомајска похвала Удружења драмских уметника СР Србије:
Илонка Догнар за улогу Соње у представи Ујка Вања
Санда Шторф за улогу Јелене у представи Ујка Вања
Ансамбл представе Ујка Вања.
1966. ГОДИНА
Првомајска похвала Удружења драмских уметника СР Србије
Будимир Пешић за насловну улогу у представи Деспот Стеван Лазаревић.
1967. ГОДИНА
Првомајска награда Удружења драмских уметника СР Србије:
Лидија Булајић за улогу Катарине у представи Мадам Сан-Жен.
Новчана награда Уметничког савета Народног позоришта, Титово Ужице:
Лидија Булајић за успешно тумачење улоге Катарине у представи Мадам Сан-Жен
Јован Јојић за успешно тумачење улоге Наполеона у представи Мадам Сан-Жен
Милутин Новић за успешно тумачење улоге Мицка у представи Бог је умро узалуд.
1968. ГОДИНА
Првомајска награда Удружења драмских уметника СР Србије
Михаило Форо за улогу Максима у представи Ђидо.
IV Сусрети професионалних позоришта СР Србије Јоаким Вујић, Титово Ужице
представа Балада о лузитанском страшилу:
Награда за најбољу представу.
Награда за најбољу режију: Арса Јовановић.
Награда за најбољу сценографију: Велизар Србљановић.
Награда за најбољег младог глумца: Мирјана Пеић.
Специјална награда за функционалан и маштовит допринос у представи: Биљана Драговић, костимограф.
1969. ГОДИНА
Првомајска награда удружења драмских уметника СР Србије
представа Ломача
V Сусрети професионалних позоришта СР Србије Јоаким Вујић, Шабац
представа Ломача
Награда за најбољу представу.
Награда за најбољу режију: Арса Јовановић.
Награда за најбоље костиме: Милица Александров.
1970. ГОДИНА
Првомајска награда удружења драмских уметника СР Србије
Душан Родић за режију представе Крмећи кас.
Првомајска похвала Удружења драмских уметника СР Србије:
Михаило Форо за улогу Тодора у представи Крмећи кас.
VI Сусрети професионалних позоришта СР Србије Јоаким Вујић, Лесковац
представа Крмећи кас:
Награда за најбољу улогу:
Лидија Булајић за улогу Милеве.
Посебна награда за режију: Душан Родић.
Позоришна смотра (реприза VI Сусрета професионалних позоришта СР Србије Јоаким Вујић), Светозарево
представа Крмећи кас:
Награда жирија публике за најбоље гумачко остварење:
Лидија Булајић за улогу Милеве.
1971. ГОДИНА
Орден заслуга за народ са сребрним зрацима: Народно позориште у Титовом Ужицу указом Председника СФРЈ Јосипа Броза Тита, поводом 25. годишњице постојања и рада, за нарочите заслуге у раду од значаја за развој позоришне уметности и за културно уздизање наших народа.
1972. ГОДИНА
Награда Културно-просветне заједнице општине Титово Ужице:
Јован Јојић за најбоље глумачко остварење – улогу Официра у представи Радо иде Србин у војнике;
Мија Алексић за најбољу глумачко остварење – улогу Јеврема Прокића у представи Народни посланик.
1973. ГОДИНА
Фестивал омладинских и пионирских драмских секција, Титово Ужице – представа Кекец:
Награда за најбољу представу.
Награда за најбољу режију: Ана Крижанец.
1974. ГОДИНА
Награда Културно-просветне заједнице општине Титово Ужице:
Милутин Новић за 40 година рада и 30 година уметничке и позоришне делатности.
X Сусрети професионалних позоришта СР Србије Јоаким Вујић, Ниш – представа Ташана:
Специјална награда за редитељски рад: Александар Гловацки.
Награда за најбоље костиме: Славица Лалицки.
Награда жирија Града домаћина за најбољу мушку улогу: Петар Лазић за улогу Мирона.
Награда Мила Стојадиновић: Стојанка Пејић за улогу Ташане.
1975. ГОДИНА
11. Сусрети професионалних позоришта СР Србије Јоаким Вујић, Титово Ужице – представа Каријера:
Награда за најбољу режију: Александар Гловацки.
Награда за позоришни однос према књижевном наслеђу: Александар Гловацки за драматизацију.
Награда за најбољу глуму. Петар Лазић за улогу Вујадина и Вукадина:
Награда за најбољи костим: Зорица Давидовић. Трећа награда жирија Града домаћина за најбољу представу.
1977. ГОДИНА
Награда Удружења драмских уметника СР Србије:
Ана Крижанец за улогу Ане у представи Мравињак.
Похвала Удружења драмских уметника СР Србије:
Зоран Карајић за улогу Драгана у представи Мравињак.
XIII Сусрети професионалних позоришта СР Србије Јоаким Вујић, Лесковац – представа Мећава:
Друга награда за режију: Милош Лазин.
Награда за најбољу сценографију: Миодраг Табачки.
Награда за најбоље костиме: Миодраг Табачки
Награда за техничку реализацију представе.
1979. ГОДИНА
15. Сусрети професионалних позоришта СР Србије Јоаким Вујић, Зајечар – представа Краљева јесен:
Награда за најбољег младог глумца: Гордана Гаџић за улогу Симониде.
Награда за најбољу сценографију: Светлана Зојкић.
Награда за сценски покрет: Драгослав Јанковић Макс.
1980. ГОДИНА
Награда Удружења драмских уметника СР Србије:
Зоран Карајић за улогу Пепа Бандића у представи Петорица под барјаком.
Похвала Удружења драмских уметника СР Србије:
Душан Ђорђевић за улогу Ниџе у представи Петорица под барјаком.
1981. ГОДИНА
Награда Удружења драмских уметника СР Србије:
Зоран Карајић за улогу Марч Бенкса у представи Кандида.
17. Сусрети професионалних позоришта СР Србије Јоаким Вујић, Титово Ужице – представа Злочин и казна:
Прва награда за представу у целини.
Награа жирија Града домаћина за најбољу глуму: Зоран Карајић за улогу Раскољникова.
Награда жирија Града домаћина за најбољег младог глумца: Љубивоје Марковић за улогу Разумихина.
Награда Сима Крстовић: Зоран Карајић за улогу Раскољникова.
Повеља Програмског савета Сусрета: Александар Милосављевић, управник Позоришта.
Похвала жирија удружења драмских уметника СР Србије, регионалног Оедбора: Љубивоје Марковић за улогу Разумихина.
Награда Слободан Пенезић Крцун – Општина Титово Ужице: Народно позориште, Титово Ужице.
1982. ГОДИНА
18. сусрети професионалних поyоришта СР Србије Јоаким Вујић, Пирот:
Повеља Програмског савета Сусрета:
Александар Милосављевић, управник Позоришта.
1983. ГОДИНА
19. Сусрети професионалних позоришта СР Србије Јоаким Вујић, Шабац – представа Бели ђаволи:
Награда за најбољег глумца: Јездимир томић за улогу Ере.
Награда за најбољу сценографију: Велизар Србљановић.
Награда за најбољег младог глумца: Гордана Тасић за улогу Циганчице.
Награда за најбољу музику у представи: Војислав Костић.
Премија републичке Заједнице културе:Бели ђаволи и Беспарица, беспарица – за прво извођење драмског дела домаћег аутора.
1984. ГОДИНА
Златна значка Културно – просветне заједнице СР Србије, Београд:
Александар Милосављевић, управник Позоришта.
20. Сусрети професионалних позоришта СР Србије Јоаким Вујић, Зајечар – представа Магна карта:
Награда за сценско-техничку реализацију.
Златна плакета Програмског савета Сусрета:
Александар Милосављевић, управник Позоришта.
1985. ГОДИНА
21. Сусрети професионалних позоришта СР Србије Јоаким Вујић, Крагујевац – представа Чедомир Илић:
Награда Мила Стојадиновић: Даница Крљар за улогу Вишње.
1986. ГОДИНА
22. Сусрети професионалних позоришта СР Србије Јоаким Вујић у Лесковцу – представа Путујуће позориште Шопаловић:
Плакета и новчана награда за глумачка остварења: Дани Крљар за улогу Гине.
Плакета и новчана награда за епизодну улогу: Момчилу Мурићу за улогу Милуна.
1987. ГОДИНА
23. Сусрети професионалних позоришта СР Србије у Зајечару – представа Комунистички рај:
Награда за сценографију: Снежани Ковачевић
Награда: Зорану Карајићу за улогу Манасија.
Награда: Милији Вуковићу за улогу газа Исе.
1988. ГОДИНА
24. Сусрети професионалних позоришта СР Србије у Приштини – представа Војцек:
Награда: за најбољу представу на Сусретима – Војцек.
Награда за најбољу режију: Александар Лукач, редитељ
Награда: за најбоље глумачко остварење: Зоран Карајић и Иван Томашевић за улогу Војцек.
Награда: за ликовност представе
Посебна награда „Јован Путник“ за најбољу режију: Александру Лукачу.
1990. ГОДИНА
26. Сусрети Јоаким Вујић у Шапцу – представа Пат, игра краљева:
Награда за најбољу сценографију: Емир Гељо.
Награда за најбољу режију Народног позоршта Крушевац „Јован Путник“: Примож Беблер.
Фестивал монодраме и пантомиме у Земуну – представа Богиње
Награда Златна колајна: Ани Милосављевић.
Награда Трешњев цвет: Ани Милосављевић.
1991. ГОДИНА
27. Сусрети Јоаким Вујић у Ужицу – представа Клопка:
Награда: за најбољу представу у целини.
Награда Народног позоришта Крушевац „Јован Путник“ за режију: Александар Лукач
Награда Народног позоришта Ниш „Симо Крстовић“ – Зоран Карајић
Награда за најбољу мушку улогу: Слободан Љубичић.
Награда за епизодну улогу: Мирјана Вуловић.
Награда за сценографију: Снежана Петровић.
1992. ГОДИНА
28. Сусрети Јоаким Вујић у Крушевцу – представа Радо иде Србин у војнике:
Награда: за сценографију Миодраг Табачки
Награда: за најбољу мушку улогу груи војника и то Зозан Карајић, Душан Ђорђевић, Слободан Љубичић, Момчило Мурић, Горан Шмакић, Милета Петровић и Тома Трифуновић.
Награда: за ликовност представе Миодраг Табачки, Снежана Ковачевић, Ивица Клеменц и Славољуб Јовановић.
ИИ награда за представу.
ИИ награда за режију: Бранку Поповићу.
Награда Града домаћина: најбоља представа, најбоља режија.
1993. ГОДИНА
29. Сусрети Јоаким Вујић у Пироту – представа Галеб:
Награда за најбољу резију: Виталију Дворцину;
Награда за најбољу женску улогу: Ани Милосављвић;
Награда за најбољу костимографију: Снежана Ковачевић;
Награда округлог стола: за најбољу представу;
Награда Града домаћина за најбољу режију: Виталију Дворцину.
1995. ГОДИНА
31. Сусрети Јоаким Вујић у Нишу – представа Дуго путовање у ноћ
Награда: за најбољу женску улогу Дивни Марић.
1996. ГОДИНА
32. Сусрети Јоаким Вујић у Лесковцу – представа Савонарола и његови пријатељи:
Награда „Мила Стојадиновић“ – Ана Милосављевић за улогу Губавца;
Награда за сценски говор – Слободан Љубичић.
1997. ГОДИНА
33. Сусрети Јоаким Вујић у Зајечару – представа Зганарел или уображени рогоња:
Награда „Сима Крстовић“ – Слободан Љубичић за најбољу мушку улогу;
Награда за режију: др Душан Михаиловић;
Награда „Јован Милићевић“ за младог глумца: Јелена Цвијетић;
Награда за епизодну улогу – Александар Сибиновић;
Награда: За најбољу представу;
Награда за неговање сценског језика – Ансамблу представе;
Награда за костимографију: Снежана Ковачевић.
Међународни фестивал „Словенски венац“ у Москви
Награда за режију – Кирил Панченко
Награда за најбољу женску улогу: Деса Богдановић.
1998. ГОДИНА
34. Сусрети Јоаким Вујић у Нишу – представа Како засмејати господара:
Награда: Најбоља представа;
Награда: Слободан Љубичић најбоља мушка улога;
Награда: Вида Огњеновић, за драмски текст;
Награда: Слободан Љубичић за неговање сценског језика;
Награда: Кокан Младеновић за најбољу режију;
Награда: Слободан Љубичић за најбољу глуму.
ИИИ Југословенски позоришни фестивал у Ужицу – представа Како засмејати господара:
Награда за најбољу представу;
Дани Зорана Радмиловића у Зајечару – представа Како засмејати господара:
Награда: Слободану Љубичићу за улогу Јоакима Вујића у представи.
1999. ГОДИНА
35. Сусрети Јоаким Вујић у Пироту – представа Копље:
Награда за неговање сценског језика и за ликовност представе: Народно позориште Ужице
Награде: II награда за најбољу представу у целини
Награда за режију: Даријан Михаиловић
Награда за глуму: Игор Боројевић за улогу Дадаре;
Специјална награда за глуму: Томиславу Трифуновићу за улогу Матије;
Награда за костимографију: Снежана Ковачевић
20. Свечаности „Љубиша Јовановић“ у Шапцу – представа Како засмејати господара
Плакета за глуму: Слободану Љубичићу за улогу Јоакима Вујића.
2000. ГОДИНА
36. Сусрети Јоаким Вујић у Шапцу – представа Богојављенска ноћ:
Награда „Миле Стојадиновић“ за најбољу женску улогу: Тањи Јовановић за улогу Виоле;
Награда за глуму: Слободану Љубичићу за улогу Малволиа;
Награда за младог глумца: Ивану Босиљчићу за улогу Луде.
V Југословенски позоришни фестивал у Ужицу – представа Пер Гинт:
Награда за најбољу сценографију: Миодраг Табачки
Награда за најбољу костимографију: Снежана Ковачевић.
2001. ГОДИНА
37. Сусрети Јоаким Вујић у Ужицу – представа Пер Гинт:
Награда за најбољу представу у целини;
Награда за режију: Кокан Младеновић
Награда за најбољу мушку улогу: Игор Боројевић
Награда за глуму деле: Слободан Љубичић и Ивана Ковачевић
30. Фестивал „Дани комедије“ Јагодина – представа Боинг Боинг:
Награда „Ћуран“ за глуму: Слободан Љубичић за улогу Мирчета;
Награда најбољој младој глумици: Ивани Ковачевић за улогу Собарице Берте.
9. Фестивал класике „Вршачка позоришна јесен 2001“- представа Пер Гинт
Награда за младог глумца: Вахидин Прелић за улогу Пер Гинта.
2002. ГОДИНА
38. Сусрети Јоаким Вујић у Пироту – представа Тартиф
Награда за режију: Миодраг Милановић;
Деле награду за сценографију: Миодраг Милановић и Снежана Ковачевић;
Награда за глуму: Тања Јовановић за улогу Дорине;
Награда за глумачку епизоду: Томислав Трифуновић за улогу господина Лојала и Полицајца.
2003. ГОДИНА
32. „Дани комедије“ Јагодина – представа Тартиф
Новоустановљена награда Академија уметности БК за глумачку бравуру: Вахидину Прелићу за улогу Тартифа.
XXXIX Сусрети Јоаким Вујић у Пироту – представа Хасанагиница:
Награда за глуму: Игор Боројевић за улогу Хасанага;
Награда за најбољу костимографију: Снежана Ковачевић.
3. Позоришни сусрети у Бијељини „Дани комедије“ Бијељина – представа Покојник
Награда за најбољу представу: Народно позориште Ужице;
Награда за глуму: Тома Трифуновић за улогу Анте.
2004. ГОДИНА
33. Дани комедије у Јагодини – представа Покојник
Награда статуетом „Ћурана“ за глуму: Тома Трифуновић;
Нушићеви дани у Смедереву – представа Покојник
Награда за глумачко остварење: Слободан Љубичић за улогу Спасоја Благојевића.
40. Сусрети Јоаким Вујић у Крагујевцу – представа Порфирогенеза
Награда за најбољу представу у целини: Народно позориште Ужице;
Награда за најбољу музику: Марко Матовић;
Награда за главну мушку улогу: Слободан Љубичић за улогу Крезе;
Награда за главну женску улогу: Тања Јовановић за улогу Ленке.
Театар фест Добој – представа Покојник
Награда за најбољу мушку улогу: Слободан Љубичић за улогу Спасоја Благојевића.
2005. ГОДИНА
41. Сусрети Јоаким Вујић у Крагујевцу – представа Конкурс
Награда за глуму: Дивна Марић за улогу Варваре Вокове;
Награда за најбољу костимографију: Снежана Ковачевић.
2006. ГОДИНА
42. Сусрети Јоаким Вујић у Крагујевцу – представа Атентат
Награда за најбољег младог глумца: Вахидин Прелић;
Глумачка награда: Тома Трифуновић за улогу капетана.
2007. ГОДИНА
Шести бијенале сценског дизајна у Београду – представа „Пилад“
Награда за дизајн костима: Снежана Ковачевић
Награда за дизајн сценског звука: Никола Пејовић
Међународни фестивал античке драме у Стобију Македонија – представа Пилад
Нагрда за најбољу мушку улогу: Вахидин Прелић.
43. Сусрети Јоаким Вујић у Крушевцу – представа Уметност и доколица.
Награда за најбољу представу у целини: Народно позориште Ужице;
Награда за најбољу режију: Немања Ранковић;
Награда за најбољу оригиналну музику: Мирољуб Аранђеловић Расински;
Награда за најбољу сценографију: Миа Давид Зарић;
Награда за најбољу костимографију: Снежана Ковачевић;
Глумачка награда: Слободану Љубичићу за улогу Алексе;
Глумачка награда: Ивани Павићевић за улогу кћери.
Међународни фестивал у Никшићу – представа Уметност и доколица
Гран при награда за најбољу епизодну улогу: Ивана Павићевић за улогу кћери.
2008. ГОДИНА
44. Сусрети Јоаким Вујић у Крушевцу – представа Дошљаци
Награда за најбољу представу у целини: Народно позориште Ужице;
Равноправна глумачка награда: Биљани Здравковић за улогу Зорке и Вахидину Прелићу за улогу Милоша Кремића.
44. Сусрети Јоаким Вујић у Крушевцу – Мали Јоаким – представа Тртица рајске птице
Награда: Народном позоришту Ужице.
ЈоакимИнтерФест у Крагујевцу – представа Уметност и доколица:Награда: похвалница младим глумцима за показан велики дијапазон глумачких могућности: Ивана Павићевић за улогу ћерке. -Награда Ивана Павићевић- глумац вечери на „Шабачком позоришном фестивалу“, за улогу кћерке у представи Уметност и доколица 2008.
13. Југословенски позоришни фестивал у Ужицу – представа Дошљаци
Награда: за продукцију представе. Продукција Народног позоришта Ужице отима забораву дело овог значајног ужичког аутора ичини га нашим савремеником
2009. ГОДИНА
Јоаким Интер Фест у Крагујевцу – представа Родољупци:
Награда: за визуелност представи. Класичан, увек актуелан, бескомпроисан Стеријин текст редитељ Лари Запиа чита на радикалан, оновативан начин постављајући га на сцену уз децентно коришћење одговарајућих позоришних знакова: од Брахтових правила, преко сведене, а знаковите гаме боја, до писаних порука и сонгова којине изневеравају, већ наглашавају основна значења Стеријиног текста – Народно позориште Ужице.
Дивна Марић - награђена је Златном значком Културно-просветне заједнице Србије. То признање, како је наведено, додељено јој је за „несебичан, предан и дуготрајан рад и стваралачки допринос у развоју културе“.
2010. ГОДИНА
46. Сусрети Јоаким Вујић у Шапцу – представа Мајстор и Маргарита:
Награда за младог глумца: Бојана Зечевић за улогу Азазел и Немањи Јовановићу за улогу Иван Бездомни;
Награда за најбољу музику: Мирољуб Аранђеловић Расински.
15. Југословенски позоришни фестивал Ужице – представа Мајстор и Маргарита
Награда Ардалион за најбољег младог глумца и награда Политике „Авдо Мујчиновић“: Немања Јовановић за улогу Ивана Бездомни
2011. ГОДИНА
47. Сусрети Јоаким Вујић у Пироту – представа Лизистрата:
Глумачка награда у представи: Тања Јовановић;
Специјална награда за изузетан колективни глумачки израз: Народном позоришту Ужице.
Културно просветна заједница Србије доделила је ЗОРАНУ СТАМАТОВИЋУ ЗЛАТНУ ЗНАЧКУ за несебичан, предан и дуготрајан рад и стваралачки допринос у ширењу културе.
2012. ГОДИНА
48. Фестивал професионалних позоришта Србије у Пироту - представа „Буђење пролећа“ Франка Ведекинда у режији Мартина Кочовског
Глумачка награда у представи: ДРАГАНИ ВРАЊАНАЦ за улогу Вендле/Гђе Бергман.
Награда младој глумици ТИЈАНА КАРАИЧИЋ за улогу Вендле/Гђе Бергман у представи.
17. Југословенски позоришни фестивал у Ужицу-представа Буђење пролећа
Награда за најбољу режију: Мартин Кочовски за представу Буђење пролећа
Награда за најбољу сценографију: Маријана Зорзић Петровић
Награда за најбољег младог глумца и награда Политике "Авдо Мајчиновић": Тијана Караичић за улоге Вендле и госпође Бергман и Бранислав Љубичић за улоге Морица/Ернста и господина Штифела.
2013. ГОДИНА
Дани Зорана Радмиловића у Зајечару - представа "Свечана вечера у погребном подузећу" Ива Брешана у режији Снежане Удицки
Награда "Зоранов брк" глумцу Владимиру Курћубићу за улогу Мурине
2014. ГОДИНА
50. Фестивал професионалних позоришта Србије "Јаоким Вујић" у Лесковцу - представа "Смећарник
Награда за најбољу представу
Награда за најбољу режију: СТЕВАН БОДРОЖА
Награда за најбољу мушку улогу: ВАХИДИНУ ПРЕЛИЋУ за улогу Бобија у представи "Смећарник"
2015. ГОДИНА
Признање "Прстен са ликом Јоакима Вујића" за изузетан допринос развоју Театра и допринос развоју позоришне уметности у Србији - Књажевско-српски театар из Крагујевца 2015. године.
Добитник награде: Снежана Ковачевић - 51. фестивал професионалних позоришта Србије "Јоаким Вујић" у Шапцу - представа "Сврати рече човек".
Награда за најбољу представу у целини, награда за најбољу сценографију: Тамара Бушковић, награда за најбољу мушку улогу: Игору Боројевићу за улогу Чивије у истоименој представи.
2016. ГОДИНА - 52. Фестивал професионалних позоришта Србије "Јоаким Вујић" у Грачаници - представа "Хроми идеали"  Специјална награда - 61. Стеријино позорје у Новом Саду - представа "Хроми идеали" Специјална награда - 9. Фестивал представа за децу "Мали Јоаким" у Краљеву - представа "У цара Тројана козје уши", Награда за најбољу мушку улогу: НИКОЛИ ПЕНЕЗИЋУ за улогу Тројана - 21.Фестивал малих сцена и монодраме у Источном Сарајеву - представа "Одумирање међеда", Награда за најбољу представу у целини - Народно позориште Ужиице добитник "Изузетне Вукове награде" за 2016. годину коју додељује Културно просветна заједница Србије

## Галерија
- Зграда позоришта
- Благајна позоришта
- Зграда позоришта